# Max Knoll
Max Knoll (17 de julio de 1897 - 6 de noviembre de 1969) fue un ingeniero electricista alemán, quien en 1927 se convirtió en el líder del grupo de investigación de electrones en la Universidad técnica de Berlín, donde en 1930 inventó el microscopio electrónico junto a Ernst Ruska y Bodo von Borries.

## Biografía
Knoll nació en Wiesbaden y estudió en Múnich y en la Universidad Técnica de Berlín, donde obtuvo su doctorado en tecnología en altos voltajes. En 1927 se hizo director del grupo investigador del electrón de ahí mismo, donde él y su estudiante, Ernst Ruska, inventaron el microscopio electrónico. 
En abril de 1932 Knoll se unió a Telefunken en Berlín para hacer trabajo de desarrollo en el área de la televisión. Mientras se mantuvo ejerciendo de profesor adjunto de la  Technische Hochschule de Berlín. Después de la Segunda Guerra Mundial Knoll se unió a la Universidad de Berlín como profesor y director del Instituto de Electromedicina. En 1949 se muda a los Estados Unidos para trabajar en el departamento de ingeniería eléctrica de la Universidad de Princeton hasta 1957, cuando regresa a Múnich.
En Múnich inicia una serie de experimentos sobre la generación de fosfenos mediante la estimulación eléctrica del cerebro. Se jubiló en el año 1966.
Con la invención del microscopio óptico allá por el 1600 se abrió la puerta al mundo microscópico, hasta entonces no visible al ojo humano. Lo que no sabían por aquellos días, es que aún existía mucho más allá de todo aquello que se veía o intuía a través de los primeros microscopios ópticos. A partir del 1930, es cuando empezaría a desarrollarse la nueva microscopia: la microscopia electrónica. Con su aparición, se podía profundizar en el conocimiento de los tejidos, las células así como de los componentes más internos de las células, microorgansimos o virus.
El primer hito histórico relacionado con el desarrollo del microscopio electrónico, se remonta hacia el año 1873 cuando, Ernst Karl Abbe con sus estudios sobre el poder de resolución de los microscopios (capacidad de distinguir o separar dos puntos en la imagen que se encuentran muy juntos, inversamente proporcional a la longitud de onda de la fuente de energía utilizada) y Hermann Ludwig Ferdinand von Helmholtz con sus estudios sobre el electromagnetismo, sentaron las bases del futuro desarrollo del microscopio electrónico, aún a pesar de no conocer en esos momentos, la existencia del electrón como partícula subatómica. Eso se produciría en el año 1897, cuando Joseph John Thomson (J.J Thomson) a través de sus distintos experimentos en tubos de rayos catódicos, descubrió los electrones, corpúsculo subatómico, fundamental en el funcionamiento de los microscopios electrónicos.
No obstante, sería necesaria la entrada en el nuevo siglo XX para que los hitos relacionados con el desarrollo histórico del microscopio electrónico alcanzaran los resultados esperados.
El primer paso fue el realizado por Louis-Victor de Broglie en el año 1924 quién a través de la hipótesis que lleva su nombre, hipótesis de Broglie, establece que los electrones tienen una dualidad como corpúsculo y onda a la vez, sentencia que agilizaba los primeros intentos por llevar a cabo la construcción del primer microscopio electrónico. A diferencia del microscopio óptico, en la microscopia electrónica se utilizan los electrones como fuente de energía, generando una mayor resolución, al poseer los electrones una menor longitud de onda respecto a la observada en la luz visible. Debido a esta nueva concepción de la mecánica cuántica y al continuo desarrollo del nuevo microscopio, el siguiente paso a tratar sería el de evaluación de las lentes que reciben los rayos o haces de electrones y que permiten magnificar la imagen obtenida a través de ellos mismos.
En este punto, fue fundamental la demostración de Hans Busch. Este físico alemán profundizando en sus estudios en materia de óptica electrónica, llegó a proponer en el año 1926, que los electrones sufrían una desviación de su trayectoria debido a la presencia en la misma, de lentes electromagnéticas, siendo dicha desviación, casi idéntica a la sufrida por la luz visible en su paso a través de lentes ópticas.
Todos estos conocimientos serían rápidamente utilizados por, los considerados como desarrolladores pioneros del primer microscopio electrónico, Ernst Ruska, Bodo von Borries y Max Knoll.
Con la ayuda de Knoll, Ruska y von Borries construyeron el año 1933 un microscopio electrónico que, a través de una lente denominada “pole shoe lent” dispuesta en una bobina de hierro hueca y de ancho interior muy pequeño, permitía comprimir el campo magnético y favorecer la desviación de los electrones, dando como resultado una amplificación de más de 1200 veces el tamaño de muestra original. En 1937, la compañía Siemens comenzó a comercializar los primeros microscopios de transmisión surgidos de este microscopio.
Fuente: Tatiana DC (junio de 2014). Microscopía electrónica: orígenes y evolución histórica. Una bióloga en la cocina. https://unabiologaenlacocina.wordpress.com/2014/06/30/microscopia-electronica-origenes-y-evolucion-historica/